# Ступишин, Александр Владимирович
Александр Владимирович Ступишин (26 июня 1912 года, Псков — 14 декабря 1992 года, Казань) — советский учёный, профессор, автор многочисленных трудов по карстологии и спелеологии.

## Должности
- Заведующий кафедрой физической географии Казанского государственного университета;
- Председатель Учёного Совета Казанского государственного университета;
- Председатель Методического совета при Министерстве высшего образования;
- Председатель Татарского филиала Географического общества СССР;

## Научные степени и награды
- кавалер ордена «Знак Почёта» (17 ноября 1951 года)
- доктор географических наук (26 января 1957 года)
- профессор (29 марта 1958 года)
- заслуженный деятель науки Татарской АССР (30 августа 1972 года).
- почётный член Географического общества СССР (1980 год)